# 우표박물관 (대한민국)
우표박물관(郵票博物館)은 서울특별시 중구에 위치한 우편박물관이다. 당초 명칭은 우표문화누리였다.

## 관람 안내
- 관람 시간: 오전 9시 ~ 오후 5시
- 휴관일: 매주 월요일, 1월 1일, 설 연휴, 추석 연휴, 국경일